# Лидија Димковска
Лидија Димковска (Скопље, 11. август 1971) македонска је књижевница, теоретичар књижевности и преводилац.

## Биографија
Лидија Димковска рођена је 11. августа 1971. године у Скопљу. Завршила је Филолошки факултет у Скопљу у групи за Општу и компаративну књижевност, а докторирала је на теми румунска књижевност на филолошком факултету у Букурешту, Румунија. Радила је као предавач македонског језика на филолошком факултету у Букурешту. Била је и уредница поезије у електронском часопису за културу и уметност „Блесок”. Члан је ДПМ-а од 1995. године.

## Награде и признања
Лидија Димковска била је добитник награде „Студентски збор“ за најбољу дебитантску књигу. За њен први роман „Скривена камера” добила је награду од ДПМ-а „Стале Попов” за најбољи роман. Добитница је и награде за њен роман „Резервни живот”, који је 2012. издала издавачка кућа „Или-Или”.
За роман „Резервни живот” је 2013. године Димковска добила награду књижевност Европске уније. У мају 2015. године на пролећном сајму у Бугарској, био је представљен бугарски превод њеног романа „Резервни живот”, објављен од стране издавачке куће „Колибри” из Софије. Претходно је роман био преведен на мађарски и словеначки језик.